# Elezioni parlamentari in Birmania del 2010
Le elezioni parlamentari in Birmania del 2010 si sono tenute il 7 novembre per l'elezione della Camera dei rappresentanti (Pyithu Hluttaw) e della Camera delle nazionalità (Amyotha Hluttaw).
Si trattò delle prime elezioni dopo quelle del 1990, vinte dalla Lega Nazionale per la Democrazia di Aung San Suu Kyi e poi invalidate dalla giunta militare di Saw Maung, Presidente del Consiglio di Stato per la Pace e lo Sviluppo.

## Risultati

### Camera dei rappresentanti
| Liste                                                  | Voti       | %     | Seggi |
| ------------------------------------------------------ | ---------- | ----- | ----- |
| Partito dell'Unione della Solidarietà e dello Sviluppo | 11.858.125 | 56,76 | 259   |
| Partito di Unità Nazionale                             | 4.060.802  | 19,44 | 12    |
| Forza Democratica Nazionale                            | 1.483.329  | 7,10  | 8     |
| Partito dello Sviluppo delle Nazionalità Rakhine       | 599.008    | 2,87  | 9     |
| Partito dello Sviluppo delle Nazionalità Shan          | 508.780    | 2,44  | 18    |
| Partito della Democrazia della Regione Mon             | 167.928    | 0,80  | 3     |
| Partito Democratico Phalon-Sawaw                       | 82.038     | 0,39  | 2     |
| Partito Progressista Chin                              | 76.463     | 0,36  | 2     |
| Partito Nazionale Chin                                 | 36.098     | 0,17  | 2     |
| Partito Democratico Wa                                 | 27.546     | 0,13  | 2     |
| Altri                                                  | 1.992.590  | 9,54  | 6     |
| Membri nominati di diritto                             | -          | -     | 110   |
| Totale                                                 | 20.892.707 |       | 436   |